# ایسکرا (استان بورگاس)
ایسکرا (به بلغاری: Iskra) یک منطقهٔ مسکونی در بلغارستان است که در استان بورگاس واقع شده‌است.